# Музеј савремене уметности Дворац Монсоро
Музеј савремене уметности Дворац Монсоро (фр. Château de Montsoreau - Musée d'art contemporain) је музеј савремене уметности који се налази у долини Лоаре у Француској. Музеј је 2016. године основао Филип Меej(фр. Philippe Méaille). Музеј се налази у Монсоро-у, у департману Мен и Лоара, у Региону Лоаре.

## Зграда
Музеј савремене уметности Дворац Монсоро смештен је у самом дворцу Монсоро, једном од најпознатијих двораца из долине Лоаре. Ово је један од првих ренесансних двораца у Француској, који се налази у делу долине Лоаре од комуне Sully sur loire до комуне Chalonnes-sur-Loire. Музеј се налази на листи Унеско-ве светске баштине.

## Историја стварања
У 2015. години, Филип Мехаие потписао је дугорочни закуп на 25 година са председником департмана Мен и Лоара на имању дворца Монсоро. Након објављивања, одмах је почела полемика и француски департман је оптужен да продаје првокласну француску баштину приватној особи. Градоначелник комуне Монсоро је изјавио да је за његов град част да буде изабран да угости светски познату колекцију савремене уметности, попут оне Филипа Мехаие-а, а председник Кристиан Гилет, рекао је да су он и његов тим искористили ретку прилику за своју територију у погледу образовања и видљивости.

## Активности Музеја савремене уметности Дворац Монсоро

### Привремене изложбе
- 2016.: Agnès Thurnauer, a History of Painting[9][10].
- 2017.: Ettore Sottass, Designer of the World[11].
- 2018.: Уметност и језик, Reality (Dark) Fragments (Light).
- 2018.: 1968: Sparta Dreaming Athens.

## Стална колекција
Тренутно се у Музеју савремене уметности дворац Монсоро налази највећа светска колекција уметничких дела концептуалног колектива уметника Уметност и језик (Art & Language).

## Галерија
- Art & Language: Art & Language: Art-Language, Vol.3 Nr.1, 1974.
- Art & Language: Mirror Piece, 1965.
- Art & Language (Michael Baldwin): Air-Conditioning Show, 1966-67.
- Art & Language: Victorine in Art-Language Vol.5 Nr.2 (1984), 1983.
- Art & Language (Mel Ramsden), Secret Painting, 1967.
- Art & Language: Art-Language Vol.5 Nr.1, 1982.
- Art & Language: Art-Language The Journal of Conceptual Art, Vol.1 Nr.1, 1969.

### Догађаји

#### Награда Франсоа Мореле
Од 2016. године Музеј савремене уметности Дворац Монсоро сарађује са Националним данима књиге и вина у Саумуру како би једном годишње историчару уметности доделио награду Франсоа Мореле. Овом наградом се одаје почаст Франсоа Морелу, најизложенијем француском уметнику на свету.
- 2016.: Кетрин Милет, уметничка критичарка и главна уредница Artpress-а[14].
- 2017.: Мишел Онфре, филозоф[15].
- 2018.: Ерик де Шасе, директор Националног института за историју уметности.

#### Конференције
- 2016.: Презентација Џексон Полок бара: Интервју са Викторином Моран.
- 2016.: Филип Мехаие, Teжак, Национална школа индустријског стваралаштва (ЕНСЦИ), Париз.
- 2016.: Уметност и језик, Филип Мехаие, Гиљемо Десанж. Eкспо Чикаго, САД[16].
- 2017.: Кристоф Л'Гак: Суперхероји дизајна Ettore Sottas, Музеј савремене уметности Дворац Монсоро, Монсоро.
- 2017.: Филип Мехаие, Вредност уметности, Национална школа ликовних уметности, Париз.
- 2017.: Фабиен Валос, Клои Мељет, Луис Ерве, Антоан Дуфо, Арнауд Коен, Протест 1517-2017, Музеј савремене уметности Дворац Монсоро.